# Matheus Barbosa
Matheus Barbosa Teixeira (São Bernardo do Campo, 18 agosto 1994) è un calciatore brasiliano, centrocampista del Botafogo-SP.

## Caratteristiche tecniche
È un mediano che può giocare anche al centro della difesa.

## Carriera
Cresciuto nel settore giovanile del Grêmio, ha esordito in prima squadra il 23 gennaio 2014 disputando l'incontro del Campionato Gaúcho vinto 2-1 contro il Lajeadense.
Ha giocato il suo primo incontro in Série A il 28 aprile 2019 con la maglia dell'Avaí in occasione del match perso 2-1 contro l'Atlético Mineiro.

## Palmarès

### Club
- Campionato Catarinense: 1

Avaí: 2019
- Copa Santa Catarina: 1

Atlético Tubarão: 2017

### Nazionale
- Campionato sudamericano Under-17: 1

Ecuador 2011